# 足助病院
愛知県厚生農業協同組合連合会 足助病院（あいちけんこうせいのうぎょうきょうどうくみあいれんごうかい あすけびょういん）は、愛知県豊田市にある愛知県厚生農業協同組合連合会（JA愛知厚生連）が運営する病院。全国厚生農業協同組合連合会の病院の一つである。

## 沿革
- 1950年（昭和25年）10月 開設。

## 診療科目
診療科目は以下の14科。
- 内科
- 神経内科
- 小児科
- 外科
- 整形外科
- 脳神経外科
- 皮膚科
- 泌尿器科
- 婦人科
- 眼科
- 耳鼻咽喉科
- リハビリテーション科
- 放射線科
- 麻酔科

## 交通アクセス
- 名鉄三河線「猿投駅」よりバスで約30分。
- 愛知環状鉄道・愛知環状鉄道線「四郷駅」よりバスで約40分。